# الإخلاء والطرد في الحرب العالمية الثانية
تم الإجلاء الجماعي والتهجير القسري والطرد والترحيل لملايين الأشخاص في معظم البلدان المشاركة في الحرب العالمية الثانية. تم تصنيف عدد من هذه الظواهر على أنها انتهاكات للقيم الإنسانية الأساسية والمعايير من قبل محكمة نورمبرغ بعد انتهاء الحرب. كانت الحركة الجماهيرية للناس - ومعظمهم لاجئين - إما بسبب الأعمال العدائية أو فرضها المحور السابق وقوات الحلفاء على أساس أيديولوجيات العرق والعرق، وبلغت ذروتها بالتغييرات على الحدود التي نشبت بعد المستوطنات الدولية. وفرت أزمة اللاجئين التي نشأت في جميع أنحاء الأراضي التي كانت محتلة سابقًا في الحرب العالمية الثانية السياق لكثير من البنية الدولية الجديدة للاجئين وحقوق الإنسان العالمية الموجودة اليوم.
يشارك المحاربون من كلا الجانبين في أشكال طرد الأشخاص الذين يُعتقد أنهم مرتبطون بالعدو. كان الموقع الرئيسي لعمليات النزوح في زمن الحرب هو شرق ووسط وشرق أوروبا، على الرغم من أن اليابانيين طردوا أثناء الحرب وبعدها من قبل قوات الحلفاء من مواقع في آسيا بما في ذلك الهند. تضمنت المحرقة أيضًا ترحيل اليهود وطردهم إلى جانب الإبادة الجماعية اللاحقة التي ارتكبتها ألمانيا النازية تحت غطاء أكتيون راينهارد.

## ترحيلات الحرب العالمية الثانية وطردهم وتشريدهم
في أعقاب غزو بولندا في سبتمبر عام 1939 والذي شهد بداية الحرب العالمية الثانية، أصبحت حملة «التطهير» العرقي هدفًا للعمليات العسكرية لأول مرة منذ نهاية الحرب العالمية الأولى. بعد نهاية الحرب، فقد بين 13.5 و16.5 مليون شخص يتحدثون الألمانية منازلهم في الأراضي الألمانية سابقًا وفي جميع أنحاء أوروبا الشرقية.

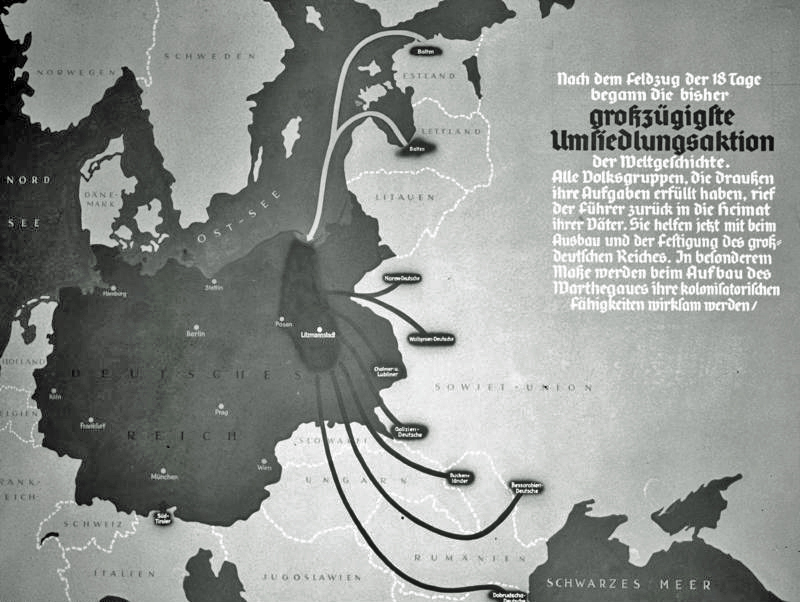
أصل المستعمرين الألمان استقروا في الأراضي البولندية الضمانية في عمل "هايم إنس رايخ"

### بعد غزو بولندا
- 1939 إلى 1945: خطط النازيون لتطهير كل السكان البولنديين عرقيًا، على ما يبدو، لخطة رئيسية للإلمان تسمى جنرالبلان أوست.[2] في نهاية المطاف، خلال الاحتلال النازي، تم طرد ما يصل إلى 1.6 إلى 2 مليون بولندي، دون احتساب ملايين العمال العبيد الذين تم ترحيلهم من بولندا إلى الرايخ.[3]
- 1939 إلى 1940: طرد 680.000 [4] بولنديين من مدينة ويلكوبولسكا التي احتلتها ألمانيا (الألمانية - رايخسجاو فارتيلاند). من مدينة بوزنان طرد الألمان إلى الحكومة العامة 70000 بولندي. وبحلول عام 1945، نصف مليون فولكس دويتشه الألمان من الاتحاد السوفياتي، بيسارابيا، رومانيا، والألمان البلطيق قد أعيد توطينهم خلال العمل "هايم إنس رايخ " من قبل المؤسسات الألمانية مثل فولكسدويتشه متلشتله و "departament إعادة التوطين من أوروبا الشرقية.
- 1939 إلى 1940: طرد 121.765 بولنديًا من بوميرانيا المحتلة من ألمانيا. في الأماكن البولندية، تم تسوية 130,000 من فولكس دويتشه بما في ذلك 57000 ألماني من دول أوروبا الشرقية: الاتحاد السوفيتي، بيسارابيا، رومانيا ودول البلطيق. كان الترحيل جزءًا من سياسة «ليبنسراوم» الألمانية التي أمرت بها المنظمات الألمانية مثل Hauptamt Volksdeutsche Mittelstelle و"Resettlement departament" لـRKFDV.
- 1939 إلى 1940: كانت عملية الإخلاء الأولى لكاريليا الفنلندية هي إعادة توطين سكان كاريليا الفنلندية وغيرها من المناطق التي تنازلت عنها فنلندا إلى الاتحاد السوفيتي بعد وأثناء الحرب الشتوية إلى الأجزاء المتبقية من فنلندا. تم إخلاء بعض المناطق خلال الحرب أو قبلها، كجزء من مجرى الحرب. تم إخلاء معظم الأراضي بعد أن استحوذ عليها الاتحاد السوفيتي كجزء من معاهدة موسكو للسلام. في المجموع، تم نقل 410,000 شخص.
- 1940 إلى 1941: قام السوفيت بترحيل مئات الآلاف من المواطنين البولنديين، معظمهم في أربع موجات جماهيرية. كان الرقم المقبول أكثر من 1.5 مليون.[5][6][7][8][9][10][11] تستخدم الأرقام الأكثر تحفظًا [12][13] مستندات NKVD التي تم العثور عليها مؤخرًا والتي تظهر 309000 [14][15][16] إلى 381,220.[17] لم يعترف السوفييت بالأقليات العرقية كمواطنين بولنديين، [18] وتستند بعض الأرقام إلى أولئك الذين حصلوا على العفو بدلاً من ترحيلهم وليس الجميع مؤهلين للعفو [19] تعتبر الأرقام الجديدة منخفضة للغاية.[20][21] الأرقام الأصلية كانت: فبراير 1940 [22][23] أكثر من 220,000؛ [24] أبريل حوالي 315000؛ [25] يونيو-يوليو بين 240,000 إلى 400,000؛ يونيو 1941، 200000 [26] إلى 300000.
- 1940-1941: الطرد من 17000 البولندية والسكان اليهود من المناطق الغربية من المدينة أوشفيتشيم من أماكن تقع المتاخمة مباشرة إلى معسكر أوشفيتز بيركينو، وأيضا من قرى Broszkowice ،Babice ،Brzezinka ،Rajsko Pławy،Harmęże، بور، وBUDY.[27] كان طرد المدنيين البولنديين خطوة نحو إنشاء منطقة مصلحة المخيم، التي أنشئت من أجل عزل المخيم عن العالم الخارجي والقيام بنشاط تجاري لتلبية احتياجات القوات الخاصة. المستوطنون الألمان وفولكس دويتشه ينتقلون. كانت هذه واحدة من الهجرات القسرية العديدة المرتبطة بالمحرقة.

### الحرب العالمية الثانية
- 1940 إلى 1941: ترحيل الألمان من الفولغا من قبل الاتحاد السوفيتي إلى كازاخستان، وكراي ألطاي، وسيبيريا، وغيرها من المناطق النائية.
- 1941: ترحيل الإستونيين واللاتفيين والليتوانيين على يد الاتحاد السوفيتي.
- 1941: ترحيل ومذابح السجناء في غرب الاتحاد السوفيتي
- 1941 إلى 1944: أثناء الاحتلال الفنلندي لشرق كاريليا أثناء الحرب العالمية الثانية، احتُجز السكان الناطقون بالروسية في معسكرات الاعتقال في كاريليا الشرقية.
- 1941 إلى 1944: تم تنفيذ طرد البولنديين من منطقة زاموي [28] في نوفمبر 1941، واستمر بحلول يونيو / يوليو 1943 والذي كان يُسمى الكود Wehrwolf Action I وII لإفساح المجال للمستوطنين الألمان (وبدرجة أقل، الأوكرانيين) كجزء من الخطط النازية لإقامة مستعمرات ألمانية في المناطق المحتلة. تم طرد حوالي 110,000 شخص من 297 قرية. كان هناك حوالي 30.000 ضحية من الأطفال [29] الذين، إذا كانوا «نظيفين» عنصريًا (أي كان لديهم خصائص جسدية تُعتبر «جرمانية») تم التخطيط لألمنتهم في الأسر الألمانية في الرايخ الثالث.[30][31] وأُرسل معظم الأشخاص الذين طُردوا من عمل السخرة في ألمانيا أو إلى معسكرات الاعتقال.[32]
- 1941 إلى 1944: في كوسوفو وميتوهيا، فقد حوالي 10000 صربي حياتهم، [33][34] وحوالي 80,000 إلى 100,000 [35] أو أكثر تم تطهيرهم عرقيًا.
- 1941 إلى 1945: تم طرد أكثر من 250000 صربي من كرواتيا والبوسنة على يد نظام أوستاسي القومي المتطرف أثناء الإبادة الجماعية الصربية.[36]
- 1941 إلى 1949: خلال الحرب العالمية الثانية، احتجز اليابانيون الأمريكيون واليابانيون الكنديون في المخيمات.
- 1942: ترحيل الفنلنديين الإنغاريين من الأراضي السوفيتية المحاصرة من حصار لينينغراد.
- 1943 إلى 1944: ترحيل التتار القرم، الكالميك، الشيشان، الإنغوش، البلقان، الكاراتشاي والأتراك المسخيت من قبل الاتحاد السوفيتي إلى آسيا الوسطى وسيبيريا.[37]
- 1943 إلى 1944: التطهير العرقي والمجازر التي ارتكبها البولنديون في فولينيا وشرق غاليسيا من قِبل جيش التمرد الأوكراني القومي مع الإبلاغ عن معظم الضحايا في صيف وخريف 1944.
- 1943 إلى 1960: شملت الهجرة الاستريالية - الدلماسية الشتات من 350,000، معظمهم من الإيطاليين جنبا إلى جنب مع السلوفينية والكرواتية المناهضة للشيوعية، من أراضي استريا، رييكا ودالماسيا (أساسا من مدينة زارا)، بعد انهيار الفاشية الإيطالية النظام الحاكم.[38]
- 1944: نزوح غالبية السكان الاستونيين العرقيين من مدينة نارفا الإستونية من قبل سلطات الاحتلال السوفياتي.
- 1944: الإخلاء الثاني لكاريليا الفنلندية. خلال حرب الاستمرار، عاد حوالي 280,000 فنلندي إلى المناطق التي تم التنازل عنها في عام 1940 إلى الاتحاد السوفيتي ثم أعادت فنلندا احتلالها في عام 1941. خلال صيف وخريف عام 1944، أعادت فنلندا التخلي عن هذه المناطق إلى الاتحاد السوفيتي، وأعادت إجلاء السكان الفنلنديين.
- 1944: إخلاء ما يقرب من إجمالي السكان المدنيين في لابلاند الفنلندية، كجهد فنلندي ألماني مشترك، قبل أن تبدأ القوات الفنلندية والألمانية أعمال القتال في حرب لابي. وتمكن الأشخاص الذين تم إجلاؤهم والذين بلغ عددهم 168000 شخص من العودة إلى ديارهم في غضون عام.
- 1944 إلى 1945: التطهير العرقي للهنغاريين، أو المذابح في جوزيف بروز تيتو من قبل أنصار تيتو خلال شتاء 1944-1945؛ ذبح حوالي 40,000.[39] بعد ذلك، بين 45 و48، تم تعيين معسكرات الاعتقال التي أدت مباشرة إلى وفاة أكثر من 70,000، من المجاعة والصقيع والطاعون والتعذيب والإعدام.
- 1944 إلى 1945: فر ما بين 16000 و 20 ألف من ألبان الشام من ولاية تيسبروتيا إلى ألبانيا. قتل ما بين 200 و300.[40][41]